# 魏瑟里茨县
魏瑟里茨县（Weißeritzkreis）是德国萨克森州德累斯顿行政区曾经的一个县，得名于魏瑟里茨河，首府迪波尔迪斯瓦尔德。2008年8月1日，魏瑟里茨县与萨克森施韦茨县合并为萨克森施韦茨-东厄尔士山县。

## 地理
魏瑟里茨县与弗赖贝格县、迈森县、萨克森施魏茨县和德累斯顿市相邻，南面与捷克接壤。